# 卡萨莱足球俱乐部
卡萨莱足球俱乐部（ASD Casale Foot Ball Club）是意大利西北部城市的一个足球俱乐部。该队现参加意大利足球卓越联赛。

## 荣誉
意大利足球甲级联赛
- 冠军(1): 1913–14

意大利足球乙级联赛
- 冠军(1): 1929–30

意大利足球丙级联赛
- 冠军(1): 1937–38

意大利业余杯
- 冠军(1): 1998–99